# DHB-Amateur-Pokal 2018
Der DHB-Amateur-Pokal 2018 war die vierte Austragung des Amateur-Handballpokalwettbewerbs der Herren, dessen zwei Finalisten am DHB-Pokal 2018/19 teilnehmen werden. Sieger wurde der TuS Spenge.

## Achtelfinale
| Datum         | Heimmannschaft                   |   | Gastmannschaft               | Ergebnis |
| ------------- | -------------------------------- | - | ---------------------------- | -------- |
| 10. Feb. 2018 | SG Rotation Prenzlauer Berg (BE) | – | HSG Ostsee N/G (SH)          | 16:39    |
| 10. Feb. 2018 | HV Rot-Weiß Laupheim (WB)        | – | TSG Germania Dossenheim (BD) | 27:21    |
| 10. Feb. 2018 | SG Kleenheim (HE)                | – | SG Suhl/Goldlauter (TH)      | 31:18    |
| 10. Feb. 2018 | TSV Friedberg (BY)               | – | TuS Ringsheim (SB)           | 35:25    |
| 10. Feb. 2018 | TuS Spenge (WF)                  | – | TV 05 Mülheim (RL)           | 29:24    |
| 10. Feb. 2018 | VfL Fredenbeck 2 (NO)            | – | HSG Pinnau (HH)              | 31:29    |
| 10. Feb. 2018 | SSV Nümbrecht (MR)               | – | SG Ratingen 2011 (NR)        | 31:29    |
| 11. Feb. 2018 | 1. VfL Potsdam 2 (BB)            | – | HC Elbflorenz Dresden 2 (SN) | 25:29    |

## Viertelfinale
| Datum        | Heimmannschaft               |   | Gastmannschaft        | Ergebnis |
| ------------ | ---------------------------- | - | --------------------- | -------- |
| 3. März 2018 | HSG Ostsee N/G (SH)          | – | VfL Fredenbeck 2 (NO) | 36:23    |
| 3. März 2018 | SSV Nümbrecht (MR)           | – | TuS Spenge (WF)       | 27:38    |
| 4. März 2018 | HV Rot-Weiß Laupheim (WB)    | – | TSV Friedberg (BY)    | 29:23    |
| 4. März 2018 | HC Elbflorenz Dresden 2 (SN) | – | SG Kleenheim (HE)     | 27:20    |

## Halbfinale
| Datum         | Heimmannschaft      |   | Gastmannschaft               | Ergebnis |
| ------------- | ------------------- | - | ---------------------------- | -------- |
| 31. März 2018 | HSG Ostsee N/G (SH) | – | HC Elbflorenz Dresden 2 (SN) | 26:28    |
| 31. März 2018 | TuS Spenge (WF)     | – | HV Rot-Weiß Laupheim (BW)    | 35:20    |

## Finale
Das Finale fand am 6. Mai 2018 in der Hamburger Barclaycard Arena statt.
| Datum       | Heimmannschaft  |   | Gastmannschaft               | Ergebnis      |
| ----------- | --------------- | - | ---------------------------- | ------------- |
| 6. Mai 2018 | TuS Spenge (WF) | – | HC Elbflorenz Dresden 2 (SN) | 26:22 (13:10) |